# Jacopo Tiepolo
Jacopo Tiepolo, född 1100-talet, död 1249, var en venetiansk doge. Han var regerande doge av Venedig 1229–1249.